# Paguristes agulhasensis
Paguristes agulhasensis is een tienpotigensoort uit de familie van de Diogenidae. De wetenschappelijke naam van de soort is voor het eerst geldig gepubliceerd in 1954 door Forest.